# Schafhof (Weidenberg)
Schafhof ist ein Gemeindeteil des Marktes Weidenberg im Landkreis Bayreuth (Oberfranken, Bayern). Schafhof liegt in der Gemarkung Weidenberg.

## Geografie
Die Einöde liegt am Fuße der Kulm (543 m ü. NHN, 0,6 km westlich). Ein Anliegerweg führt zu einer Gemeindeverbindungsstraße bei Weidenberg (0,6 km nördlich).

## Geschichte
Gegen Ende des 18. Jahrhunderts bestand Schafhof aus einem Anwesen. Die Hochgerichtsbarkeit stand dem bayreuthischen Stadtvogteiamt Bayreuth zu. Die Grundherrschaft über das Gut hatte das Amt Weidenberg.
Von 1797 bis 1810 unterstand der Ort dem Justiz- und Kammeramt Neustadt am Kulm. Mit dem Gemeindeedikt wurde Schafhof dem 1812 gebildeten Steuerdistrikt Weidenberg und der zugleich gebildeten Ruralgemeinde Weidenberg zugewiesen.

### Einwohnerentwicklung
| Jahr      | 001818 | 001861 | 001871 | 001885 | 001900 | 001925 | 001950 | 001961 | 001970 | 001987 |
| Einwohner | *      | 12     | 10     | 15     | 9      | 12     | 5      | 11     | 8      | 6      |
| Häuser    | *      |        |        | 2      | 2      | 2      | 1      | 3      |        | 2      |
| Quelle    | [ 6 ]  | [ 8 ]  | [ 9 ]  | [ 10 ] | [ 11 ] | [ 12 ] | [ 13 ] | [ 14 ] | [ 15 ] | [ 1 ]  |

## Religion
Schafhof ist evangelisch-lutherisch geprägt und nach St. Michael (Weidenberg) gepfarrt.